# Van Ham Kunstauktionen
Van Ham Kunstauktionen (Eigenschreibweise VAN HAM) ist ein deutsches Kunstauktionshaus mit Sitz in Köln. 

## Allgemeines
Das 1959 gegründete Kölner Familienunternehmen Van Ham gehört zu den vier wichtigsten Kunstversteigerern in Deutschland.
Das Auktionshaus verfügt neben seiner Hauptniederlassung in Köln über Repräsentanzen sowohl in verschiedenen Städten Deutschlands, darunter München, Hamburg und Berlin, als auch international, wie in den Niederlanden und in Belgien. Dort werden Vorbesichtigungen von ausgewählten Auktionsobjekten präsentiert und regelmäßige „Expertentage“ organisiert.
Seit 2022 besteht die Partnerschaft Auction Alliance zwischen Van Ham und dem Münchener Auktionshaus Karl & Faber mit der erklärten Absicht, die Präsenz der beiden Häuser in Deutschland sowie im benachbarten Ausland zu erweitern.
Neben dem Auktionsprogramm sieht sich Van Ham  mit der Gründung von Van Ham Art Publications und Van Ham Art Estate einen wissenschaftlichen Beitrag zur Kunstforschung und trägt somit zur Vernetzung von Wissenschaft und Kunstmarkt bei.

## Geschichte
1959 kaufte die Kunsthistorikerin Carola van Ham (1926–2016) die Kundenkartei und Auktionsware des Kunst- und Auktionshauses Franz A. Menna, bei dem sie bis 1958 als Auktionatorin tätig gewesen war, als Franz A. Menna sich zur Ruhe setzte. Hiermit gründete sie das Auktionshaus „Kunsthaus am Museum“ in der Kölner Innenstadt. Schwerpunkt des Hauses waren zu dieser Zeit europäisches Kunstgewerbe und Gemälde. Der Kunsthistoriker Werner Stopp baute die Gemäldeabteilung des Hauses auf, deren Schwerpunkt damals auf Malerei des 19. Jahrhunderts lag.
Carola van Ham-Eisenbeis übergab 1996 die Leitung des Unternehmens an ihren Sohn Markus Eisenbeis. Dieser entwickelte das Auktionshaus zu einem international agierenden Unternehmen weiter. Das Auktionshaus zog in größere Geschäftsräume im Stadtteil Bayenthal und firmierte seit Herbst 1999 unter „Van Ham Kunstauktionen“.
Im Sommer 2014 bezog Van Ham im Kölner Stadtteil Raderthal einen von Müller Architecture entworfenen Neubau mit einem 300 Quadratmeter großen Auktionssaal.
Markus Eisenbeis wurde von der Industrie- und Handelskammer zu Köln zum öffentlich bestellten und vereidigten Versteigerer für Kunst und Antiquitäten ernannt und war von 2000 bis 2016/2017 Vizepräsident des Bundesverbands deutscher Kunstversteigerer e. V.

## Geschäftsbereiche

### Auktionen
Jährlich finden im Van-Ham-Auktionshaus rund 20 internationale Live-Auktionen und 40 kuratierte „Online-only“-Auktionen statt. Der Schwerpunkt liegt in der modernen und zeitgenössischen Kunst sowie Alten Meistern bis hin zur Kunst des 19. Jahrhunderts, außerdem Kunstgewerbe sowie Schmuck und Uhren. Diese werden von Print- und Online-Katalogen sowie Vorbesichtigungen begleitet.
Ein Rekord gelang 2001, als das Gemälde Der Zahnarzt von Gerard Dou in Köln zum Aufruf kam und ein Ergebnis von 4,7 Millionen DM (mit Aufgeld 5,7 Mio.) erzielte. Es war damit das bis dato teuerste Gemälde auf einer deutschen Auktion.
Die verschiedenen Bereiche der Auktionen sind Modern, Post War & Contemporary, Fine Art, Decorative Art, Fine Jewels & Watches. Zusätzlich finden regelmäßig Online-Auktionen statt.
Van Ham ist zudem langjähriger Nutzer des Art-Loss-Registers und lässt nach Eigenaussage alle angebotenen Kunstwerke auf Diebstahl und Beutekunst hin überprüfen.
Für ein verfolgungsbedingt seinen Eigentümern entzogenes Werk von Ernst Ludwig Kirchner aus der Sammlung Hess vermittelte das Auktionshaus eine Einigung mit den Hess-Erben; das Gemälde Drei Akte im Wald wurde schließlich 2009 für 1,1 Mio. Euro ohne weitere Restitutionsansprüche versteigert.

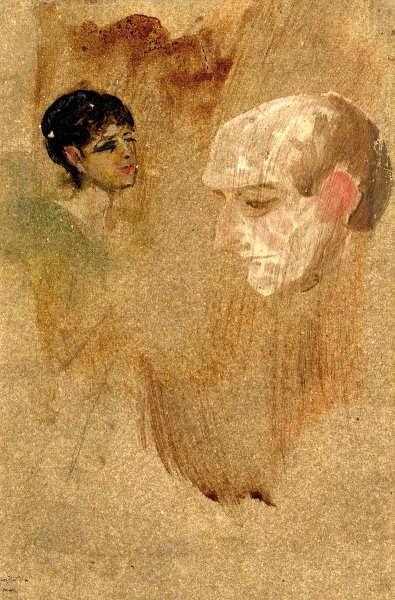
Flüchtige Skizze mit zwei Köpfen, Franz von Lenbach, c.1904
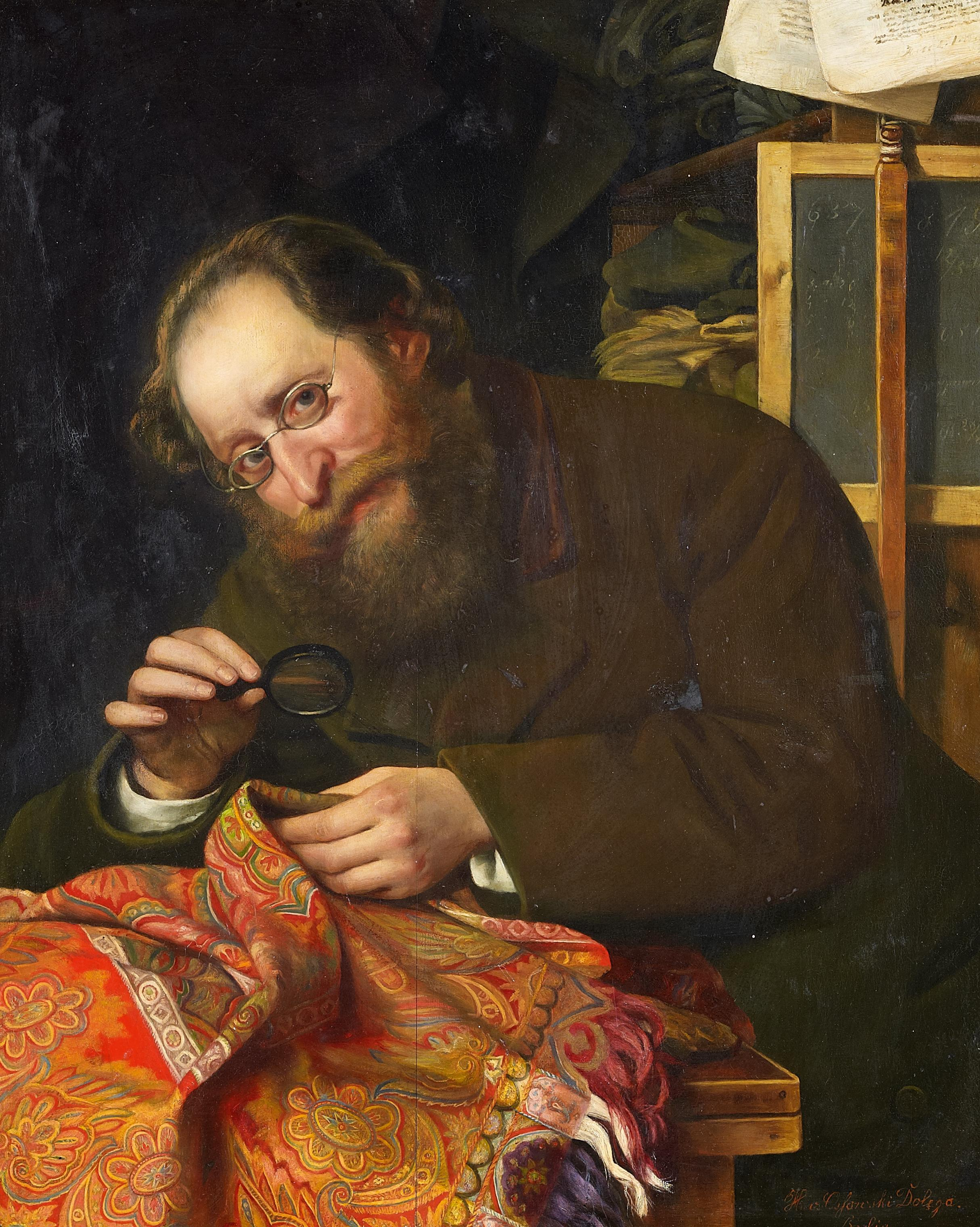
Der Kunstliebhaber. Porträt eines bärtigen Herren, mit Lupe eine Tapisserie studierend. Signiert unten rechts: H.v. Ossowski Dolega / Berlin
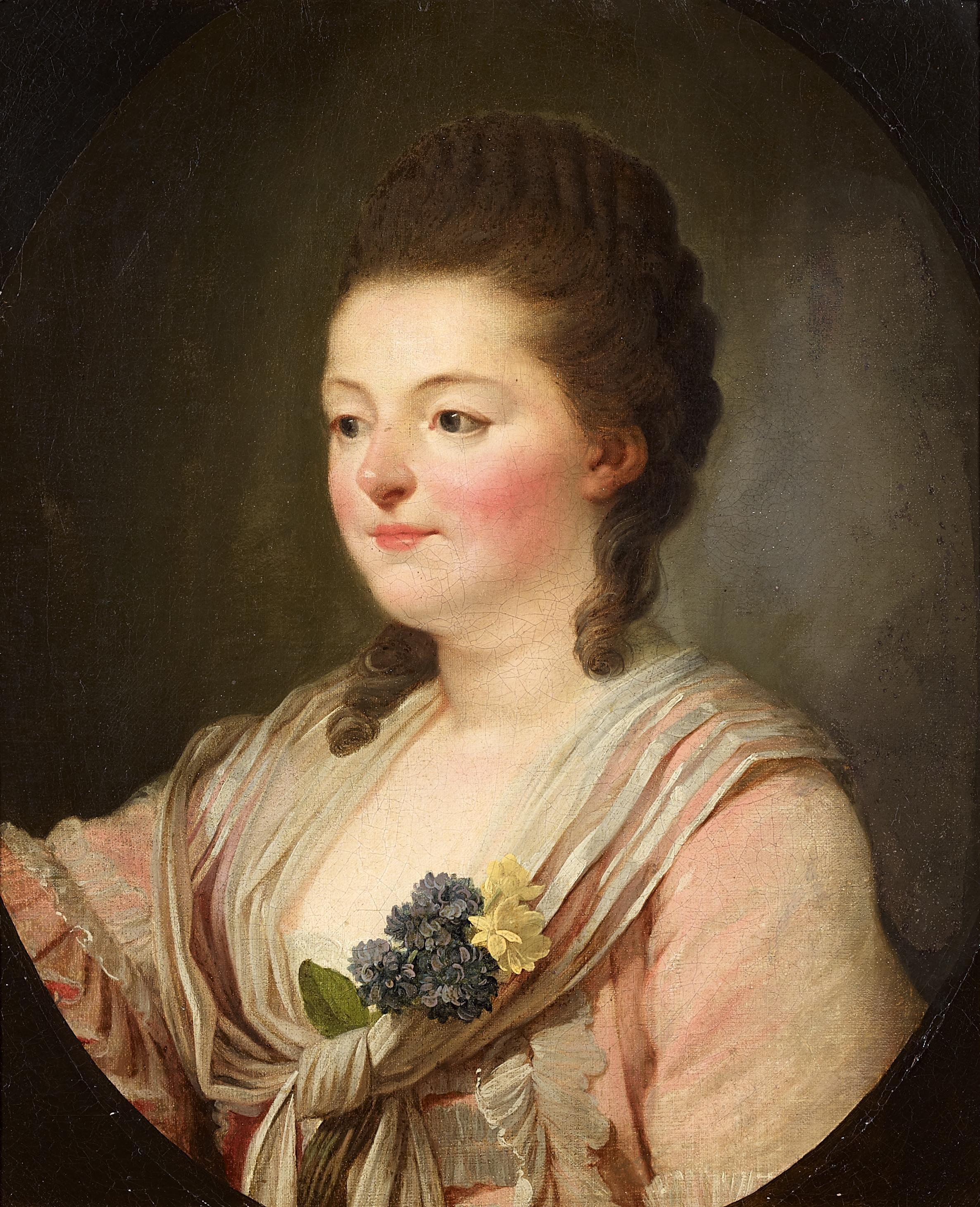
Porträt angeblich der Anna Louise Karsch
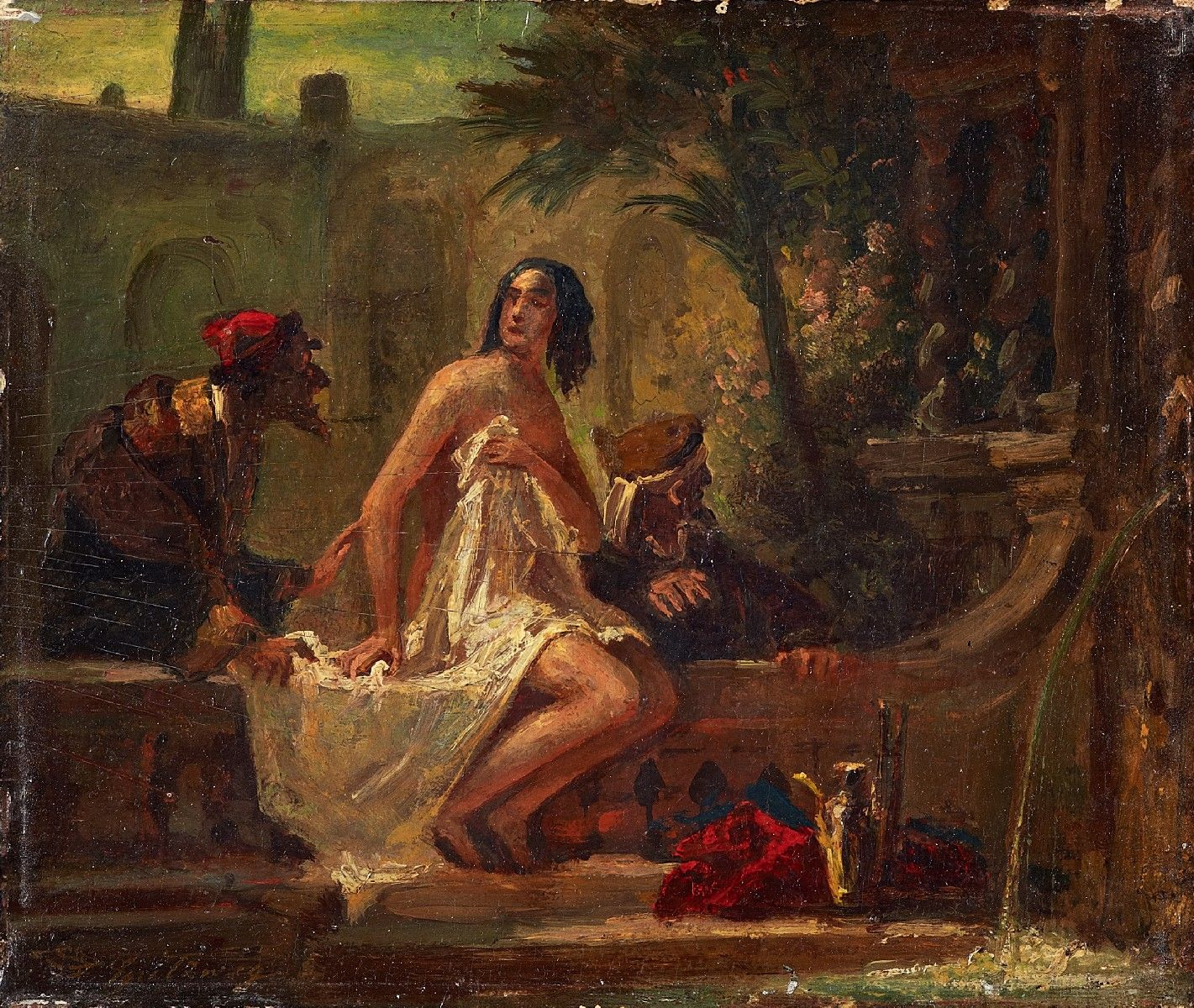
Susanna im Bade Carl Spitzweg, c.1849
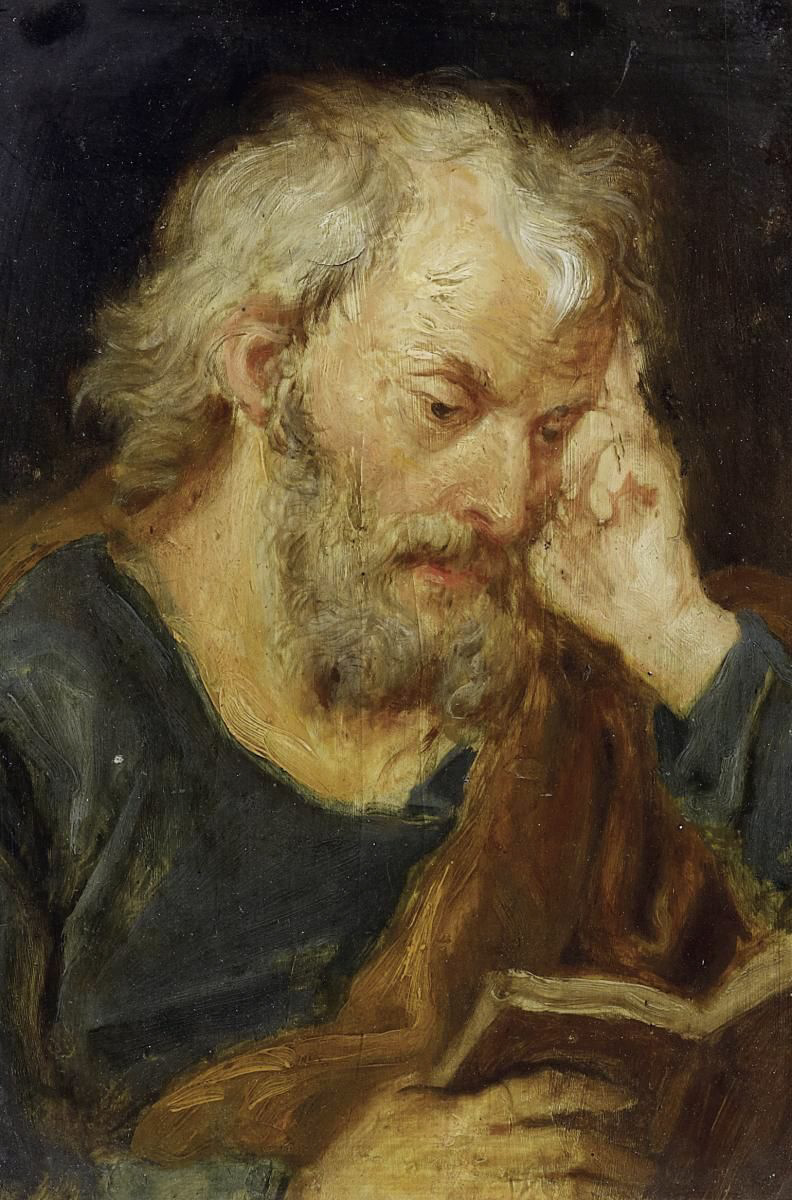
Kopfstudie eines lesenden Propheten, Januarius Zick

### Art Estate
Im Jahr 2011 gründete Markus Eisenbeis die „Van Ham Art Estate“ aufgrund des Erwerbs des Nachlasses von Tata Ronkholz (1940–1997) zur Verwaltung und Vermarktung künstlerischer Vor- und Nachlässe. Inzwischen werden die Nachlässe von Bernd Berner (1930–2002), Karl Fred Dahmen (1917–1981), Friedrich Gräsel (1927–2013), Karl Hofer (1878–1955), Alfonso Hüppi (1935), Jean Leppien (1910–1991), Matschinsky-Denninghoff, Johannes Molzahn (1892–1965), Tata Ronkholz, Bernard Schultze (1915–2005), Ursula Schultze-Bluhm (1921–1999), Sarah Schumann (1933–2019), Fritz Schaefler (1888–1954) und Torsten Slama (1967–2023) betreut. Des Weiteren kooperiert Van Ham Art Estate mit dem Nachlass von Wolfgang E. Biedermann (1940–2008) und Vorlass von Detlev Foth. Seit Januar 2018 ist Dr. Renate Goldmann Direktorin der Van Ham Art Estate.

### Art Publications
Van Ham gründete 2006 den eigenen Verlag „Van Ham Art Publications“, dessen Fokus auf der Herausgabe von Werkverzeichnissen liegt.
Nach vorangegangenen Publikationen, wie dem Werkverzeichnis über Fritz Klimsch, erschien 2008 das Werkverzeichnis der Gemälde und Skizzenbücher von Karl Hofer (1878 – 1955) in drei Bänden, sowie die Werkverzeichnisse der russischen Maler Franz Roubaud, Boris Anisfeld und Alexei Harlamoff (jeweils von Olga Sugrobova-Roth und Eckart Lingenauber). 2020 veröffentlichte die Van Ham Art Publications in Zusammenarbeit mit dem Verlag E.A. Seemann das Werkverzeichnis zu Otto Mueller (1974 – 1930).
2017 erschien Van Hams erstes Online-Werkverzeichnis zu Friedrich Gräsel (1927 – 2013). Die Daten sind miteinander verknüpft und offen zugänglich. 2018 folgte der digitale Catalogue Raisonné zum Gesamtwerk von Bernd Berner (1930 – 2002).